# ヴァルダネス1世
ヴァルダネス1世（Vardanes I、? - 47年、在位：西暦40年 - 47年）は、アルサケス朝パルティアの王。ゴタルゼス2世と激戦を繰り広げたが、最後は暗殺された。

## 来歴
ヴァルダネス1世はアルタバヌス2世の息子であった。ギューの息子とされるゴタルゼス2世は、アルタバヌス2世の没後、その息子達を殺害して王位を得た。ヴァルダネス1世は、ゴタルゼス2世の手を逃れ潜伏した。西暦40年に反ゴタルゼス2世派の大貴族の支持によって王を名乗り、ゴタルゼス2世を追放した。さらにアルタバヌス2世の治世末期から起きていたセレウキア大反乱の鎮圧に向かい、セレウキア市を包囲したが、ゴタルゼス2世が東方でダハェの支持を得て勢力を盛り返したため、ヴァルダネス1世も東へ向かった。
戦いの後、ヴァルダネス1世とゴタルゼス2世の間に妥協が成立し、パルティア領を分割統治した。42年に再度セレウキア市を包囲し、セレウキア大反乱を鎮圧した。これによってパルティア内での有力勢力としてのギリシア人ポリスの歴史は事実上終わった。以後、ギリシア人ポリスが特別大きな政治勢力として登場することはパルティアの滅亡まで無かった。
セレウキアの反乱が鎮圧されて間もなく、ヴァルダネス1世とゴタルゼス2世は再び戦端を開き、ヴァルダネス1世は各地で勝利して東部国境地帯まで制圧し、ゴタルゼス2世の勢力は大幅に減退した。こうして殆ど全パルティアを平定したヴァルダネス1世であったが、西暦47年、狩猟中に暗殺され、ゴタルゼス2世が単独の王となった。